# Seelita
La seelita és un mineral de la classe dels òxids. Rep el nom per Paul Seel (1904-1982) i Hildegard (Hilde) Schumann Seel (1901-1987), marit i dona col·leccionistes de microminerals de Filadèlfia, Estats Units.

## Característiques
La seelita és un òxid de fórmula química Mg(UO₂)(As3+O₃)0.7(AsO₄)0.3·7H₂O. Cristal·litza en el sistema monoclínic.
Segons la classificació de Nickel-Strunz, la seelita pertany a «04.JD - Arsenits, antimonits, bismutits; amb anions addicionals, amb H₂O» juntament amb els següents minerals: nealita i tooeleïta.

## Formació i jaciments
Ha estat descrita gràcies als exemplars trobats en dos indrets: la localitat de Rabejac, a Le Puech, dins el departament d'Erau (Occitània, França); i la mina Talmessi, al districte d'Anarak de la província d'Esfahan (Iran). També ha estat descrita en una altra mina de l'Iran i en algunes localitats de l'estat de Baden-Württemberg, a Alemanya.